# The Mammoth Book of Best New Horror 13
The Mammoth Book of Best New Horror 13 är den trettonde volymen i antologiserien med samma namn. Den publicerades 2002 på det brittiska bokförlaget Robinson och i USA på Carroll & Graf.

## Innehåll
- "Introduction: Horror in 2001" av Stephen Jones
- "Mark of the Beast" av Chico Kidd
- "Crocodile Lady" av Christopher Fowler
- "All for Sale" av Ramsey Campbell
- "The Two Dicks" av Paul J. McAuley
- "By Her Hand, She Draws You Down" av Douglas Smith
- "O' Death, Where Is Thy Spatula?" av Poppy Z. Brite
- "Got to Kill Them All" av Dennis Etchison
- "No More A-Roving" av Lynda E. Rucker
- "First, Catch Your Demon" av Graham Joyce
- "Pump Jack" av Donald R. Burleson
- "Outfangthief" av Conrad Williams
- "The Lost District" av Joel Lane
- "Simeon Dimsby's Workshop" av Richard A. Lupoff
- "Our Temporary Supervisor" av Thomas Ligotti
- "Whose Ghosts These Are" av Charles L. Grant
- "Shite-Hawks" av Muriel Gray
- "Off the Map" av Michael Chislett
- "Most of My Friends Are Two-Thirds Water" av Kelly Link
- "City in Aspic" av Conrad Williams
- "Where All Things Perish" av Tanith Lee
- "Struwwelpeter" av Glen Hirshberg
- "Cleopatra Brimstone" av Elizabeth Hand (International Horror Guild Award 2001)[1]
- "Cats and Architecture" av Chico Kidd
- "Necrology: 2001" av Stephen Jones och Kim Newman